# هارولد کلمپ
هارولد کلِمپ (به انگلیسی: Harold Klemp) زادهٔ ۱۹۴۲ میلادی در ویسکانسین، ایالات متحدهٔ آمریکا، رهبر مذهبی اکنکار است. او صاحب عنوان ماهانتا (رهبر مذهبی) و استاد زندهٔ اِک شمرده می‌شود. اِکیست‌ها (پیروان اِکنکار) معتقدند او ۹۷۳مین استاد زندهٔ اِک است. او سومین آمریکایی‌ای است که از زمان بنیان‌گذاری این سازمان در ۱۹۶۵ میلادی توسط پال توئیچل، به این عنوان دست یافته‌است. نام مذهبیِ کلِمپ، با توجه به کتاب‌هایش و وبگاه رسمی اِکنکار، «وه زی» یا به‌صورت ساده‌تر «زی» است. او را با نام سری هارولد کِلمپ نیز می‌شناسند. در هند سری یک لقب سنتیِ احترام‌آمیز زبان سانسکریت است که برای اشاره به افراد برجسته استفاده می‌شود.